# BIBP-3226
BIBP-3226 je lek koji se koristi u naučnim istraživanjima. On deluje kao potentan i selektivan antagonist neuropeptidnog Y receptora Y1 kao i neuropeptidnog FF receptora. On je bio prvi ne-peptidni antagonist razvijen za Y1 receptor i bio je široko korišten za određivanje funkcije tog receptora u telu. Za Y1 aktivaciju se smatra da učestvuje u funkcijama kao što su regulacija apetita i anksioznost, i BIBP-3226 ima anksiogeno i anoreksno dejstvo, kao i sposobnost blokiranja Y1-posredovanog oslobađanja kortikotropin oslobađajućeg hormona. On je takođe bio korišten kao vodeće jedinjenje u razvoju brojnih novijih i potentnijih Y1 antagonista.

## Spoljašnje veze
|  | Molimo Vas, obratite pažnju na važno upozorenje u vezi sa temama iz oblasti medicine (zdravlja). |